# Aderus genjiensis
Aderus genjiensis es una especie de coleóptero de la familia Aderidae. Fue descrita científicamente por Maurice Pic en 1917.

## Distribución geográfica
Habita en la India.